# Saint-Sauvy
Saint-Sauvy (gaskognisch Sent Sauvi) ist eine französische Gemeinde mit 353 Einwohnern (Stand 1. Januar 2022) im Département Gers in der Region Okzitanien (vor 2016 Midi-Pyrénées). Sie gehört zum Arrondissement Auch und zum Kanton Gimone-Arrats. Die Einwohner werden Saint-Sauviens genannt.

## Geografie
Saint-Sauvy liegt am Arrats, etwa 18 Kilometer östlich von Auch. Nachbargemeinden sind Saint-Antonin im Norden, Mauvezin im Nordosten, Sainte-Marie im Osten und Südosten, Blanquefort im Süden, Ansan im Süden und Südwesten, Crastes im Westen sowie Augnax im Nordwesten.

## Bevölkerungsentwicklung
| Jahr                       | 1962 | 1968 | 1975 | 1982 | 1990 | 1999 | 2006 | 2011 | 2020 |
| Einwohner                  | 458  | 390  | 336  | 306  | 319  | 331  | 314  | 369  | 351  |
| Quellen: Cassini und INSEE |      |      |      |      |      |      |      |      |      |

## Sehenswürdigkeiten
- Kirche Saint-Salvy aus dem 14. Jahrhundert
- Kirche von Lucvielle
- Schloss aus dem 19. Jahrhundert

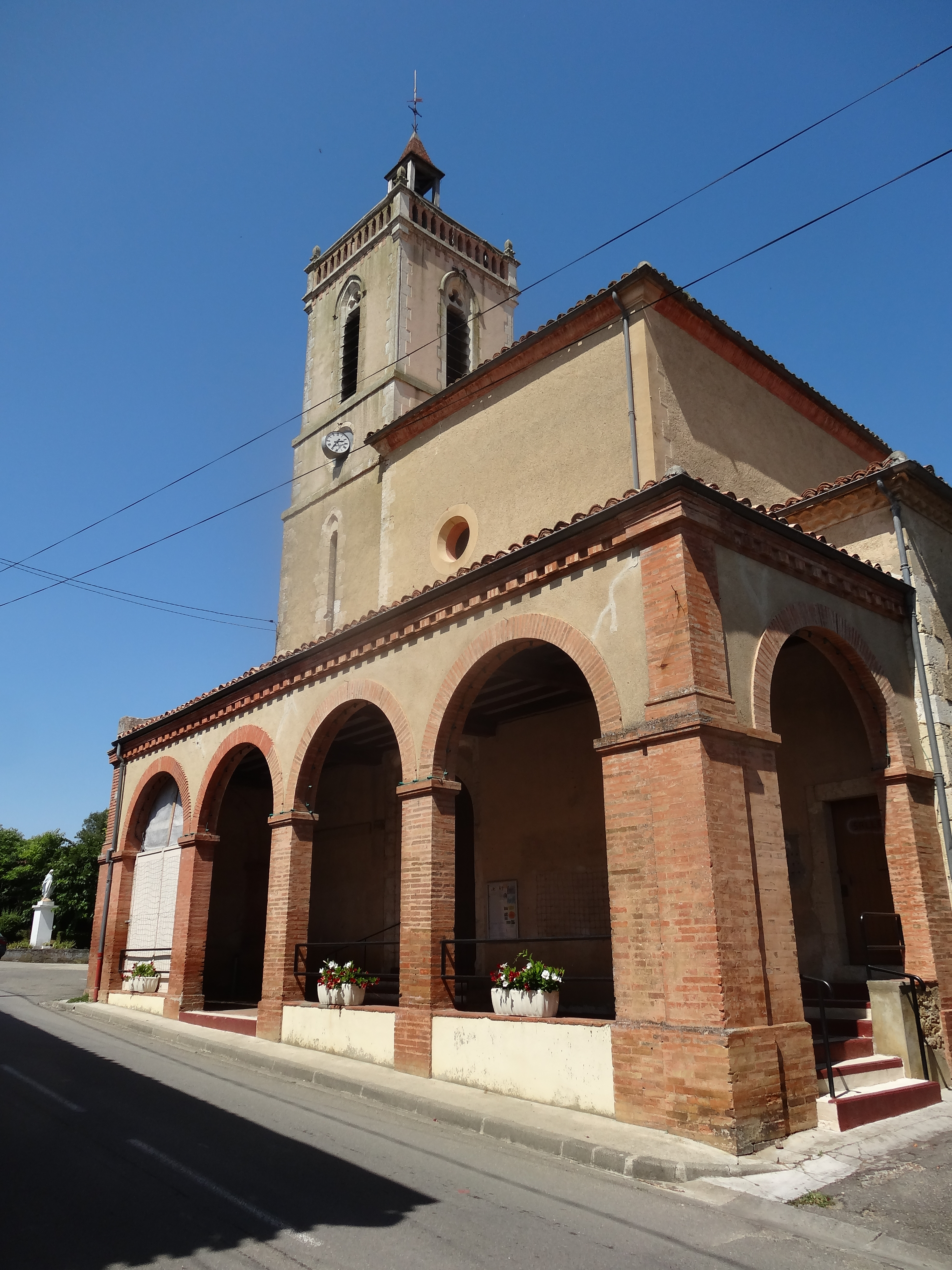
Kirche Saint-Salvy
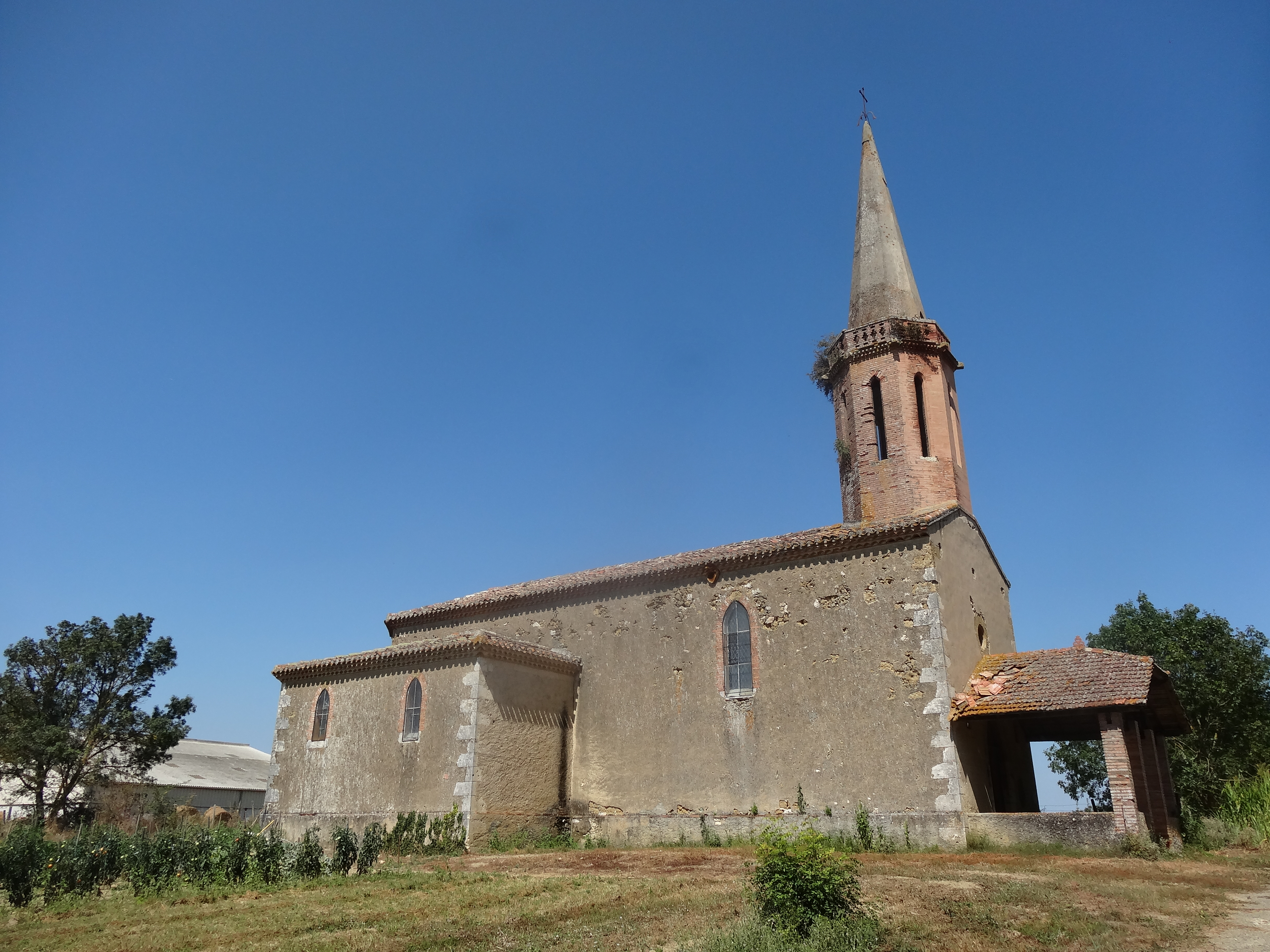
Kirche von Lucvielle
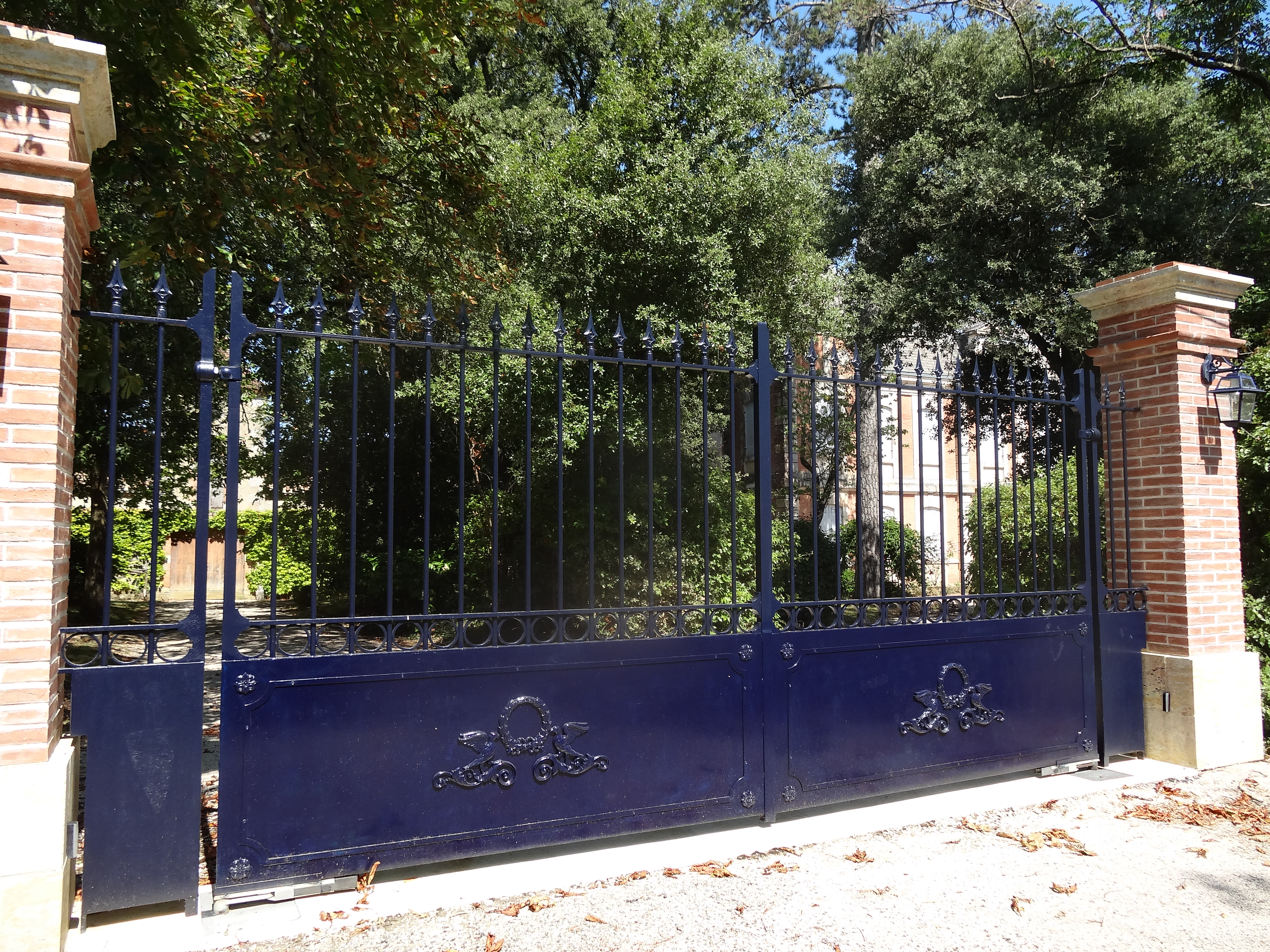
Eingang zum für Besucher gesperrten Schloss
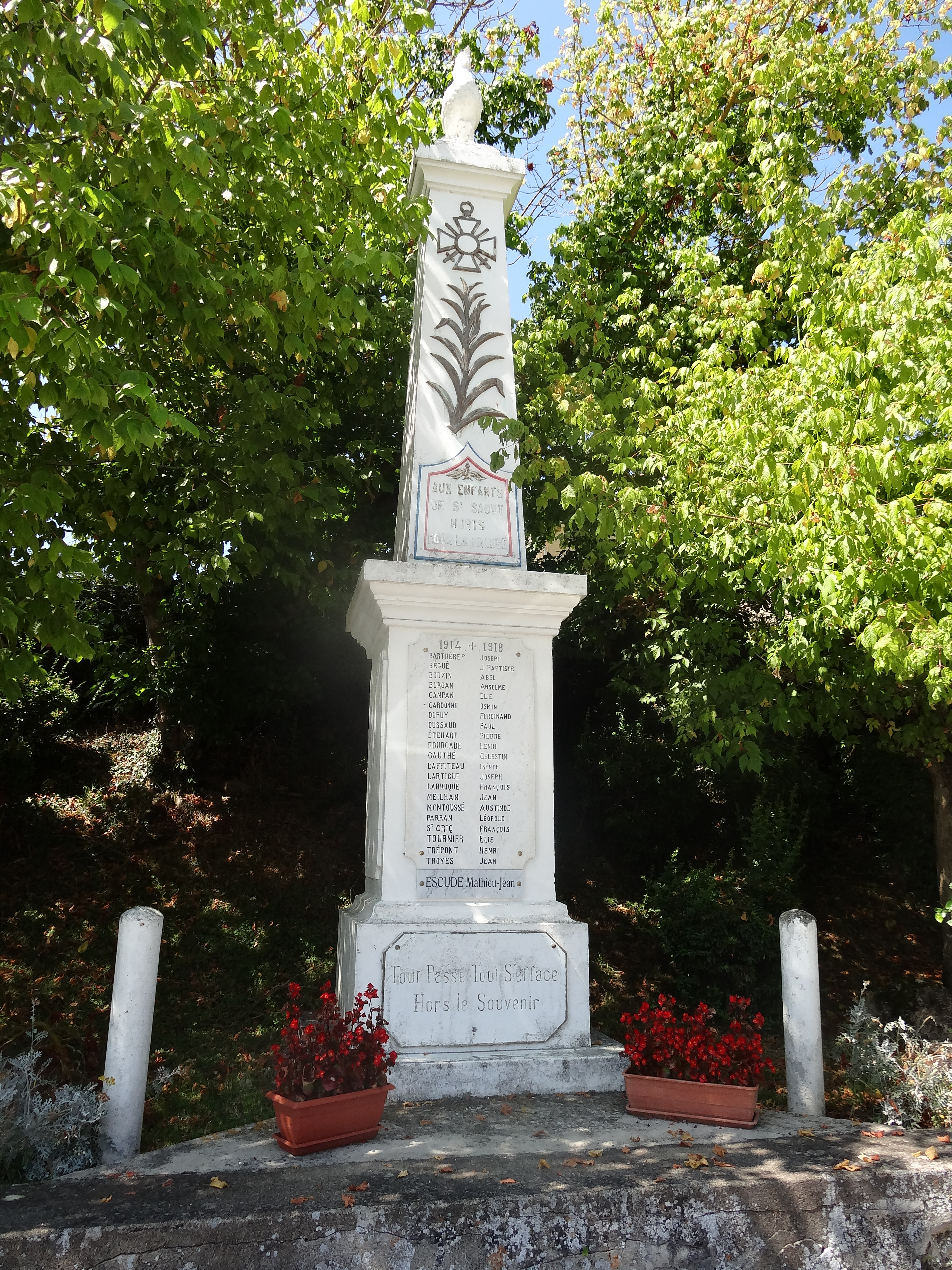
Gefallenendenkmal
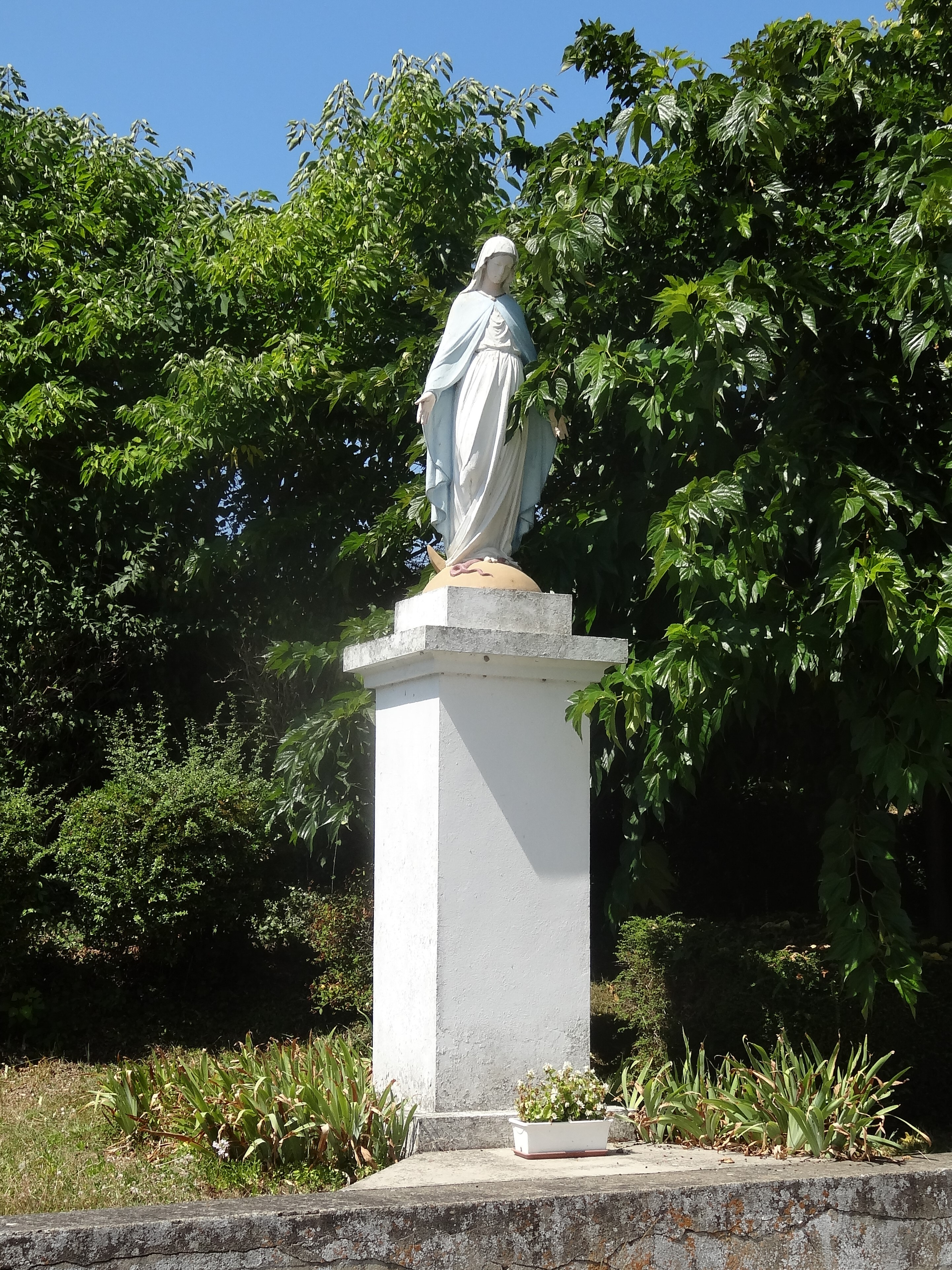
Marienstatue